# Zhu Yu (artiste)
Zhu Yu, né en 1970, est un artiste chinois vivant à Pékin. Zhu a obtenu son diplôme de l'École supérieure de l'Académie centrale des beaux-arts en 1991. Son travail porte sur des sujets de l'art contemporain.
En 2003, un documentaire de Channel 4 concernant l'art moderne chinois présenta un travail du Zhu sur le cannibalisme. Le reportage suscita un vif émoi en Grande-Bretagne. Le documentaire présente des photographies faites en 2001 et intitulées Eating People. Zhu Yu y mange un bébé mort-né, un fœtus humain. La réalité de la performance a toutefois été contestée. L'artiste se présente comme le premier artiste cannibale,.
Dans son œuvre Transplantation Zhu Yu a transplanté un morceau de sa propre peau sur le corps d'un porc, pour montrer « une sorte d'absurdité qui, dans la réalité, ressemble étrangement à ce morceau de peau, qui sous-entend une souffrance ou douleur cherchant la fuite en vain.